# Flavius Astyrius

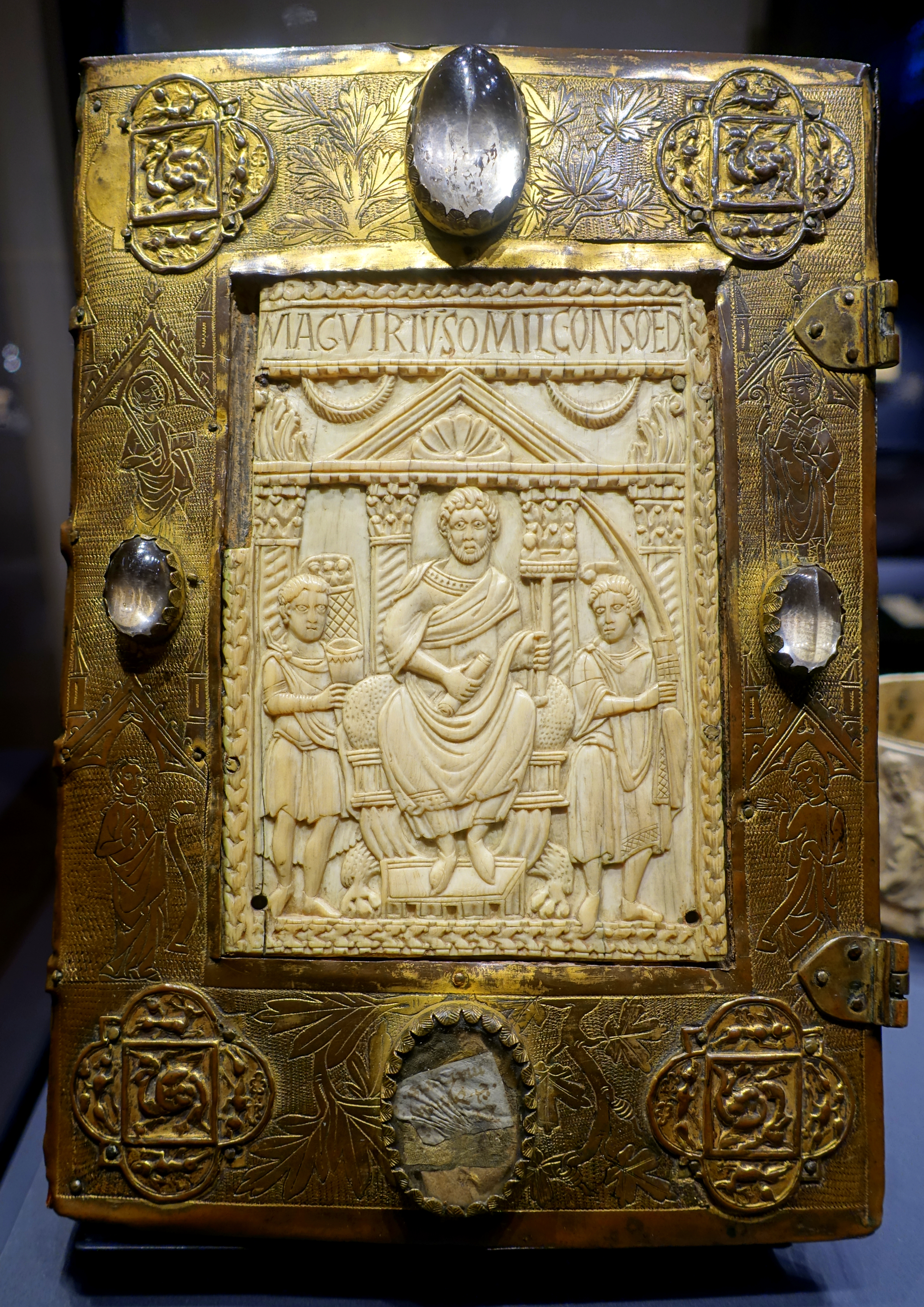
Darstellung des Flavius Astyrius auf einem Konsulardiptychon aus Elfenbein aus dem Jahr 449, eingebaut in einen mittelalterlichen Buchdeckel, Hessisches Landesmuseum Darmstadt

Flavius Astyrius (bzw. Flavius Asturius; gestorben nach 449) war ein weströmischer Heermeister (magister militum).
Astyrius ist 441 als Heermeister unter Valentinian III. belegt, wenngleich der oberste westliche Heermeister und patricius Flavius Aëtius die eigentliche Macht hinter dem Thron war. 441 wurde Astyrius nach Hispanien geschickt, um dort die Bagauden zu bekämpfen. Astyrius bekleidete wohl das gallische Heermeisteramt, da Hispanien zum militärischen Aufgabenbereich des magister militum per Gallias gehörte. Er blieb dort bis 443, anschließend löste ihn sein Schwiegersohn Flavius Merobaudes ab. Die Kämpfe in Hispanien gegen die Bagauden und die dort eingefallenen Sueben unter Rechiar zogen sich aber noch Jahre hin und waren kein Erfolg für die kaiserlichen Truppen.
Im Jahr 449 bekleidete Astyrius das Konsulat, was mit einem enormen Prestige verbunden war. Aus diesem Anlass gab er Konsulardiptycha in Auftrag, von denen sich eines erhalten hat. Er trat das Amt in Arelate in Gallien an, weswegen er auf dem Diptychon mit einfacher Toga abgebildet ist statt mit den vestis triumphalis, die nur in Rom getragen werden konnten. Wie Sidonius Apollinaris berichtet, hielt bei dieser Gelegenheit der Rhetor Nicetius einen Panegyrikus auf Astyrius. Wann er genau verstarb, ist unbekannt.